# Mary Harriet Bate
Mary Harriet Bate (1 de octubre de 1855 – 29 de diciembre de 1951) fue una naturalista y recolectora australiana, de especímenes de la flora para botánicos australianos, especialmente a Sir Ferdinand Jacob Heinrich von Mueller. Sus contribuciones fueron reconocidas con su epónino en varias especies.

## Biografía
Mary nació en Sídney en 1855, de Henry Jefferson Bate (1816–1892) y Elizabeth Mossop (1816–1910). Era una de nueve hermanos. A partir de los 14 años, vivió en la finca de la familia "Mountain View" en Tilba Tilba en la costa sur de Nueva Gales del Sur, hasta que el 6 de septiembre de 1886, se casó a la edad de 30, con John Vincent Griffiths, un mayorista de Bombala,  y tuvieron cinco hijos. En 1921, los Gilberts se mudaron a una propiedad lechera en Kyogle. John Gilbert murió en 1940; y, Mary Bate Gilbert murió en 1951 a la edad de 96 años.

## Contribuciones a la ciencia
Entre los años 1881 y 1886, Bate recolectó especímenes de fanerógamas, algas y fungi entre la costa de Tilba y el monte Dromedary (hoy conocido como monte Gulaga). El Herbario Nacional de Victoria; y, el Real Jardín Botánico de Melbourne todavía posee 361 de sus especímenes botánicos y la colección incluye el arbusto raro Myoporum bateae F.Muell. (1882) y el musgo Bryum bateae Müll.Hall. 1898 nombró con su epónimo. También el musgo Bryum viridulum Müll.Hal. (1898) así como el basidiomicete Trametes heteromalla Cooke (1882), el alga Sargassum laevigatum J.Agardh (1889) y el árbol Eucalyptus bosistoanaF.Muell. (1895). Todo son especímenes tipo para la especie respectiva, y por ella recolectad. Sus especímenes de algas fueron identificados por Jacob Agardh, y los fungales por Mordecai Cooke, y los briófitos por Carl Müller.

## Relación con Mueller
Mary fue una de al menos 220 recolectoras de Mueller; y, era una de las más prolíficas de ellas. Se escribían regularmente y él la animaba escribiéndole "Usted es una de las pocas Damas en toda Australia, que tienen algún gusto por la ciencia botánica, en contraste con lo que se observa en toda Europa y Norteamérica". Al nombrar Myoporum batae con su epónimo, le escribió "Espero que este reconocimiento le alentará a continuar sus búsquedas, pues sin duda una gran cantidad de plantas raras y algunos nuevos, aún no se han descubierto." Otras coleccionistas femeninas tuvieron especies nombradas por Mueller, incluyendo a Caroline Atkinson (conocida como Louisa Atkinson) de quién la conmemoró con su epónimo en cinco especies y un genus (Atkinsonia).